# بردگی بدهی

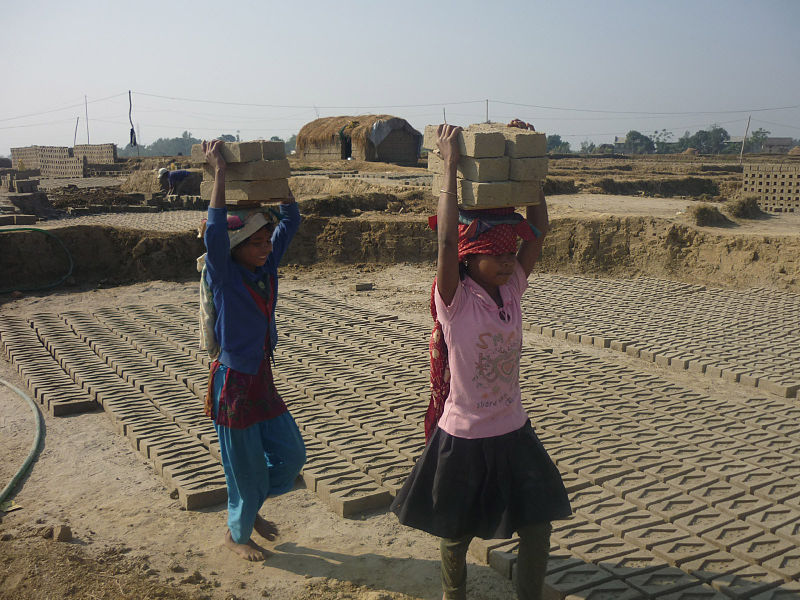
بردگی و کار دشوار

اسارت بدهی که به عنوان برده داری بدهی ، کار با قید وثیقه ، یا کار برای پرداخت بدهی نیز شناخته می شود، تعهد خدمات یک شخص به عنوان ضمانت برای بازپرداخت بدهی یا تعهدات دیگر است. در مواردی که شرایط بازپرداخت به طور واضح یا معقول بیان نشده باشد، شخصی که طلبکار است به نوعی بر کارگر کنترل دارد و آزادی او به بازپرداخت بدهی تعریف نشده بستگی دارد. خدمات مورد نیاز برای بازپرداخت بدهی ممکن است مشخص نشده باشد، و مدت زمان خدمات ممکن است نامعلوم باشد، بنابراین به فردی که ظاهراً طلبکار است اجازه می دهد تا به طور نامحدود خدمات را مطالبه کند. اسارت بدهی را می توان از نسلی به نسل دیگر منتقل کرد.